# Зрителна измама
„Зрителна измама“ (на английски: Now You See Me) е френско-американски филм на режисьора Луи Летерие с участието на международен състав.

## Продължение
На 9 август 2013 г. след касовия успех на филма главният изпълнителен директор на Lionsgate Джон Фелтаймър официално потвърждава, че ще има продължение и работата по него ще започне през 2014 г.
Луи Летерие потвърждава, че отново той ще е режисьор. Джеси Айзенбърг потвърждава, че той и останалите от състава също ще се върнат. През септември 2014 г. продължението е озаглавено „Зрителна измама 2“ и е обявено, че ще излезе на 10 юни 2016 г.